# Rhipidia (Rhipidia) laetitarsis
Rhipidia (Rhipidia) laetitarsis is een tweevleugelige uit de familie steltmuggen (Limoniidae). De soort komt voor in het Neotropisch gebied.